# Berkovski, Tărgoviște
Berkovski (în bulgară Берковски) este un sat în comuna Popovo, regiunea Tărgoviște,  Bulgaria. 

## Demografie
Componența etnică a satului Berkovski
     Bulgari (29,26%)
     Turci (65,85%)
     Nicio identificare (0%)
     Altele (4,87%)
La recensământul din 2011, populația satului Berkovski era de 82 locuitori. Din punct de vedere etnic, majoritatea locuitorilor (65,85%) erau turci, cu o minoritate de bulgari (29,26%). Pentru 0,0% din locuitori nu este cunoscută apartenența etnică.